# 西日本旅客鉄道山陰支社

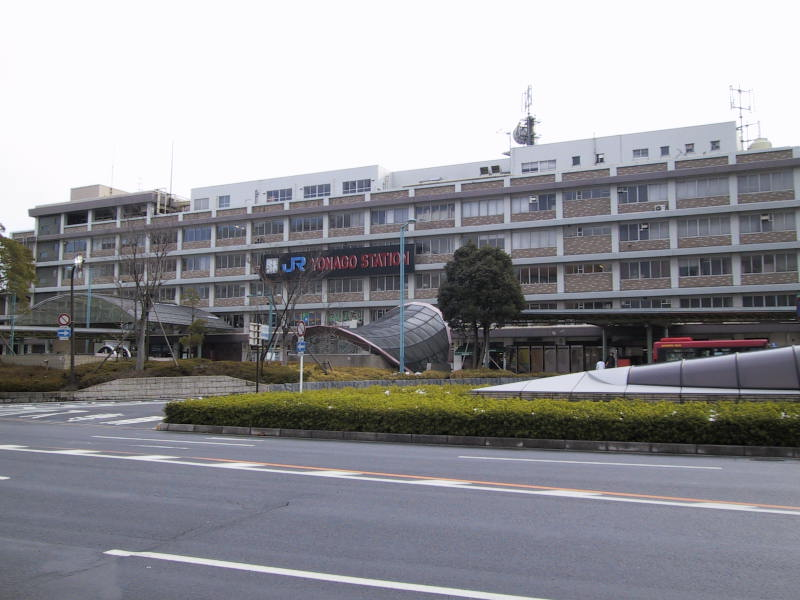
西日本旅客鉄道米子支社時代の旧社屋（米子駅ビル内）

西日本旅客鉄道山陰支社（にしにほんりょかくてつどうさんいんししゃ）は、鳥取県米子市弥生町にある西日本旅客鉄道（JR西日本）の支社の一つである。現在は中国統括本部の下部組織。

## 所在地
- 山陰支社
  - 鳥取県米子市弥生町2
- 山陰地域振興本部
  - 島根県松江市朝日町480-8 松江SKYビル内

## 概要
かつての米子鉄道管理局を継承している。
米子支社管内の路線は、他支社管内と異なり、年末年始（原則として12月30日 - 1月3日）は一括して休日ダイヤを適用せず、カレンダー通りのダイヤで運行していた。すなわち、12月30日・12月31日・1月2日・1月3日の各日が日曜日または振替休日でない場合、「休日運休」の列車は運転されていた（JR四国も同様）。しかし、2010年度からは年末年始も休日ダイヤを適用するようになった。
2022年10月に経営の立て直しを目的とした合理化の一環として、米子支社・広島支社・岡山支社の総務部門を広島に新たに設置する「中国統括本部」に集約する（各支社の規模・人員は大幅に縮小し、地域共生・部門間連携・異常時への対応を行う）方針であることが発表され、米子支社は一部機能のみ残し名称を「山陰支社」に改めた。

## 沿革
- 1950年（昭和25年）8月1日：米子鉄道管理局が発足。
- 1987年（昭和62年）
  - 4月1日：国鉄分割民営化により、西日本旅客鉄道 米子支店が発足。
  - 10月1日：山陰本線 飯浦駅（構内を除く） - 長門三隅駅間を広島支社へ移管する[3]。
  - 10月14日：若桜線が廃止され若桜鉄道若桜線に転換（因美線との相互直通運転は継続）。
  - 11月1日：境線に富士見町駅・三本松口駅・御崎口駅・高松町駅・馬場崎町駅が開業。
- 1988年（昭和63年）10月1日：米子支社に改称[4]。
- 1990年（平成2年）
  - 4月1日：大社線が廃止。
  - 6月1日：山陰本線 益田駅（構内を除く） - 飯浦駅間、山口線 益田駅（構内を除く） - 本俣賀駅間を広島支社へ移管する[5]。
- 1991年（平成3年）4月1日：因美線 美作河井駅 - 東津山駅間を岡山支社へ移管する[6]。
- 1992年（平成4年）10月1日：普通列車・快速列車が全て終日禁煙化[7]。
- 1993年（平成5年）3月18日：山陰本線に東山公園駅が開業。知井宮駅が西出雲駅、神西駅が出雲大社口駅にそれぞれ改称。
- 1994年（平成6年）12月3日：因美線と智頭急行智頭線の直通運転開始。
- 1995年（平成7年）7月27日：山陰本線に鳥取大学前駅が開業。
- 1999年（平成11年）
  - 3月13日：山陰本線 出雲大社口駅が出雲神西駅に改称。
  - 10月2日：因美線 智頭駅（構内を除く）- 美作河井駅間を岡山支社へ移管する。
- 2001年（平成13年）
  - 4月1日：三江線 口羽駅 - 三次駅（構内を除く）間が広島支社から移管される。
  - 7月7日：山陰本線 安来駅 - 益田駅間の高速化事業が完成[注 1]。
- 2003年（平成15年）10月1日：山陰本線 鳥取駅 - 米子駅間、因美線 鳥取駅 - 智頭駅間、境線全区間の高速化事業が完成。
- 2008年（平成20年）6月15日：美保飛行場（米子空港）拡張による境線の経路変更に伴い、大篠津駅が移転し米子空港駅に、御崎口駅が大篠津町駅に改称[8]。
- 2016年（平成28年）
  - 2月4日：米子支社管内全線（岡山支社管内の姫新線津山 - 東津山・因美線東津山 - 智頭間、伯備線新見 - 上石見間、福知山支社管内の山陰本線城崎温泉 - 東浜間を含む）へのラインカラーと路線記号の導入が発表され、平成28年2月ごろから順次使用を開始[9]。
  - 6月1日：米子支社総務企画課と松江支店を統合した組織として「山陰地域振興本部」を設置[10]。
  - 12月17日：一部の線区・区間でICカード「ICOCA」の利用エリアになる[11][12]。
- 2018年（平成30年）4月1日：三江線が廃止。
- 2020年（令和2年）4月1日：改正健康増進法により、米子支社管内が全面禁煙となる[13][14][15]。
- 2022年（令和4年）10月1日：経営の効率化のための組織変更から米子支社をはじめとした中国地方の各支社の企画管理や総務等の各部門を広島市に設置する、「中国統括本部」に移転し、統合。旧米子支社はこれに併せ、「山陰支社」に名称を改める。

## 管轄対象駅
鳥取県と島根県の全域を管轄している。中国統括本部発足以前は木次線の広島県内区間も管轄していた。JR西日本では発足以前の米子支社が管轄するエリアと、広島支社に移管された木次線の広島県内区間を「山陰エリア」と定義している一方、岡山支社から移管された区間は「岡山・福山（備後）エリア」の、広島支社から移管された区間は「広島・山口エリア」の扱いとなっている。
- 鳥取県智頭町の因美線土師駅・那岐駅は旧岡山支社の管轄だった。
- 島根県益田地域の山陰本線戸田小浜駅・飯浦駅および山口線は旧広島支社の管轄だった。

路線
JR西日本では、営業キロ上での支社境界を駅で区切っているため、該当停車場（駅・信号場など）を境界駅として扱う。米子支社が管轄する路線は次の通り。なお、◇が付いた路線は全線が管理区間内に入っている路線である。
| 路線名   | 区間                                      | 営業キロ | 駅数 |
| -------- | ----------------------------------------- | -------- | ---- |
| 山陰本線 | 居組駅 - 江崎駅（居組駅・江崎駅構内除く） | 329.6km  | 74   |
| 伯備線   | 新郷駅 - 伯耆大山駅（新郷駅構内除く）     | 55.6km   | 9    |
| 因美線   | 那岐駅 - 鳥取駅                           | 38.5km   | 11   |
| ◇境線    | 米子駅 - 境港駅                           | 17.9km   | 15   |
| 木次線   | 宍道駅 - 三井野原駅                       | 69.7km   | 15   |
| 山口線   | 津和野駅 - 益田駅                         | 31.0km   | 7    |
| 合計     | 合計                                      | 542.3km  | 131  |

駅数についての注釈
1. ↑  山陰本線と接続する伯耆大山駅は含まない。
2. ↑  山陰本線と接続する鳥取駅は含まない。
3. ↑  山陰本線と接続する米子駅は含まない。
4. ↑  山陰本線と接続する宍道駅は含まない。
5. ↑  山陰本線と接続する益田駅は含まない。

廃止された三江線は、三次駅構内を除く全線を米子支社が管轄していた。
国鉄時代の米子鉄道管理局の管轄範囲は、米子支社での管轄と以下の点が相違する。
- 因美線：全線が米子局管内（東津山駅は岡山局）
- 三江線：口羽駅以南（同駅構内は除く）は広島局
- 山陰本線：長門市駅（ただし、同駅構内は広島局）以東まで米子局管内だった

2016年2月4日、米子支社管内全線（岡山支社管内の姫新線津山 - 東津山・因美線東津山 - 智頭間、伯備線新見 - 上石見間、福知山支社管内の山陰本線城崎温泉 - 東浜間を含む）へのラインカラーと路線記号の導入が発表された。
安全性向上計画の一環として、2006年3月18日のダイヤ改正より管内の山陰本線と伯備線にCTCセンターから無人駅への遠隔放送装置とCTC装置を連動させた列車接近自動案内放送システムが稼動を始めた。伯備線については、岡山支社が管轄する新郷以南にも2007年より展開されたが、導入済みであった上石見以北とは放送の言い回しが若干異なる。

## 管理駅
JR西日本では、主要駅に駅長を配置してその駅を管理駅としている（鉄道部の管理下に置かれている線区には鉄道部の下部組織扱いで設置）。米子支社直轄の管理駅とその管轄範囲（　）は次の通り。
- 米子駅（上石見駅 - 岸本駅、中山口駅 - 米子駅、境線全駅）
- 松江駅（安来駅 - 田儀駅）

## 鉄道部

### 廃止された鉄道部
- 出雲鉄道部 - 2008年6月1日廃止、支社直轄へ移行。

## 乗務員区所

### 運転士
- 米子運転所

### 車掌
- 米子車掌区